# 巴爾特·費布吕亨
巴爾特·費布吕亨（荷蘭語：Bart Verbruggen；2002年8月18日—），是一名荷兰足球运动员，現效力英超球隊布萊頓。

## 球員生涯
2023年7月3日，布萊頓宣布與費布吕亨簽約五年。
2024年2月18日，費布吕亨在布萊頓5-0擊敗謝菲爾德聯隊的比賽中，首次在英超聯賽保持零失球。

## 國家隊生涯
2024年5月，費布吕亨入選了荷蘭國家隊，出戰歐洲國家盃。他參加了荷蘭在該屆歐洲國家盃中的每場比賽，並協助球隊打進了半決賽。

## 榮譽

### 個人
- 安德列治年度最佳球員 : 2022–23[4]

## 外部連結
- Soccerway資料庫：巴爾特·費布吕亨